# Chevrolet Chevette
O Chevette foi um automóvel lançado pela General Motors no ano de 1973, sendo fabricado pela montadora Chevrolet no Brasil. É a 3 geração do Opel Kadett lançado na Europa em 1973.
Foi introduzido inicialmente como um sedan duas portas mantendo como sua principal característica, mas posteriormente também foram oferecidos modelos com 4 portas para exportação (de 1978 a 1987) e versões em hatchback (de 1980 a 1987). O Chevette originou outros modelos derivados como a station wagon Marajó (fabricada de 1980 a 1989) e a pickup Chevy 500 (produzida de 1983 a 1995).
O veículo também ficou conhecido pela sua potência oferecida. Durante toda sua história, o Chevette já veio equipado com vários motores: 1.0 litro (versão Júnior lançado em 1992), 1.4 (carburação simples e dupla, esta somente em 1982 como opcional), 1.6 (carburação simples), 1.6/S (carburação dupla, a partir de 1988, um ano após sua última reestilização) e (1.6/S carburação dupla). Também foram introduzidos motores tanto a gasolina quanto a álcool.
Lançado na década de 70, o Chevette tornou-se um dos mais populares veículos produzidos pela GM no Brasil. Estima-se que até o encerramento de sua produção em 1993, o modelo teria vendido mais de 1,6 milhões de unidades, tendo seu apogeu em vendas entre o fim dos anos 70 e meados da década de 80, quando nestes anos, seus concorrentes diretos saíram de linha em outras montadoras. Foi eleito por duas vezes pela Revista Autoesporte o Carro do Ano em 1974 e em 1981. Em 1983, pela primeira e única vez em sua história, o Chevette foi o carro mais vendido no Brasil.

## Desenvolvimento

O primeiro modelo do Chevette.

Sob a direção do engenheiro-chefe John Mowrey, a GM começou a desenvolver o Chevette. Em Julho de 1970, juntaram-se na Inglaterra engenheiros de todas as partes do mundo - inclusive, da General Motors do Brasil, que havia recebido o aval da Matriz de Detroit para desenvolver um automóvel compacto ao mercado brasileiro (em resposta ao sucesso do Opala). Estilistas, engenheiros e executivos da General Motors americana, britânica, alemã, australiana e brasileira iniciaram ali o projeto do T Car (à altura, ainda sem ideia de dar origem ao primeiro automóvel mundial da GM). A ideia foi se basear no "Projeto 909", que era o sucessor do Opel Kadett B - doravante o sucesso do compacto no continente europeu. Sendo um dos principais idealizadores, o brasileiro Francisco Nelson Satkunas, foi enviado por Detroit à Opel, para colaborar no desenvolvimento inicial do "Projeto 909", o T Car. Foram feitas 40 unidades da pré-série, sendo que quatorze foram enviadas ao Brasil para testes. O projeto mundial veio em boa hora: chegava também a crise do petróleo - as vendas de automóveis na época havia caído consideravelmente e a Chevrolet pensava em criar um veículo com maior eficiência e que economizasse combustível.
O Chevette originou-se do chamado "Projeto 909" - o que se tornaria futuramente o programa de carros T, assim chamado porque os veículos compartilhavam a plataforma T da GM, desenvolvida nos EUA. Com os conhecidos problemas do seu antecessor, o Vega - que incluía questões de produção, problemas de confiabilidade e uma séria propensão à corrosão - a equipe reformulou a plataforma internacional de tal forma que o Chevette não compartilhasse um único painel de carroceria, retrabalhando-a extensivamente para realçar a proteção da corrosão.
Nos Estados Unidos, o Chevette foi lançado oficialmente em 16 de setembro de 1975, em Washington DC. Inicialmente, a GM projetou vendagens iniciais de 275.000 unidades em seu primeiro ano. O modelo alcançou a marca de 2.793.353 vendas em terras estadunidenses no ano de 1987 quando sua linha de produção naquele país foi encerrada. O último Chevette fabricado por lá saiu em 23 de dezembro de 1986 já como modelo 1987, um hatchback azul duas portas que foi enviado a uma revendedora oficial da Chevrolet em Springdale, Ohio.
No Brasil, o modelo foi lançado antes mesmo de seu lançamento americano em 1973 como um sedan duas portas e, posteriormente, quatro portas. O veículo alcançou um sucesso de vendas significativo no país, originando outros modelos como a Marajó (station wagon) e a Chevy 500 (pickup).

## O Chevette nos Estados Unidos

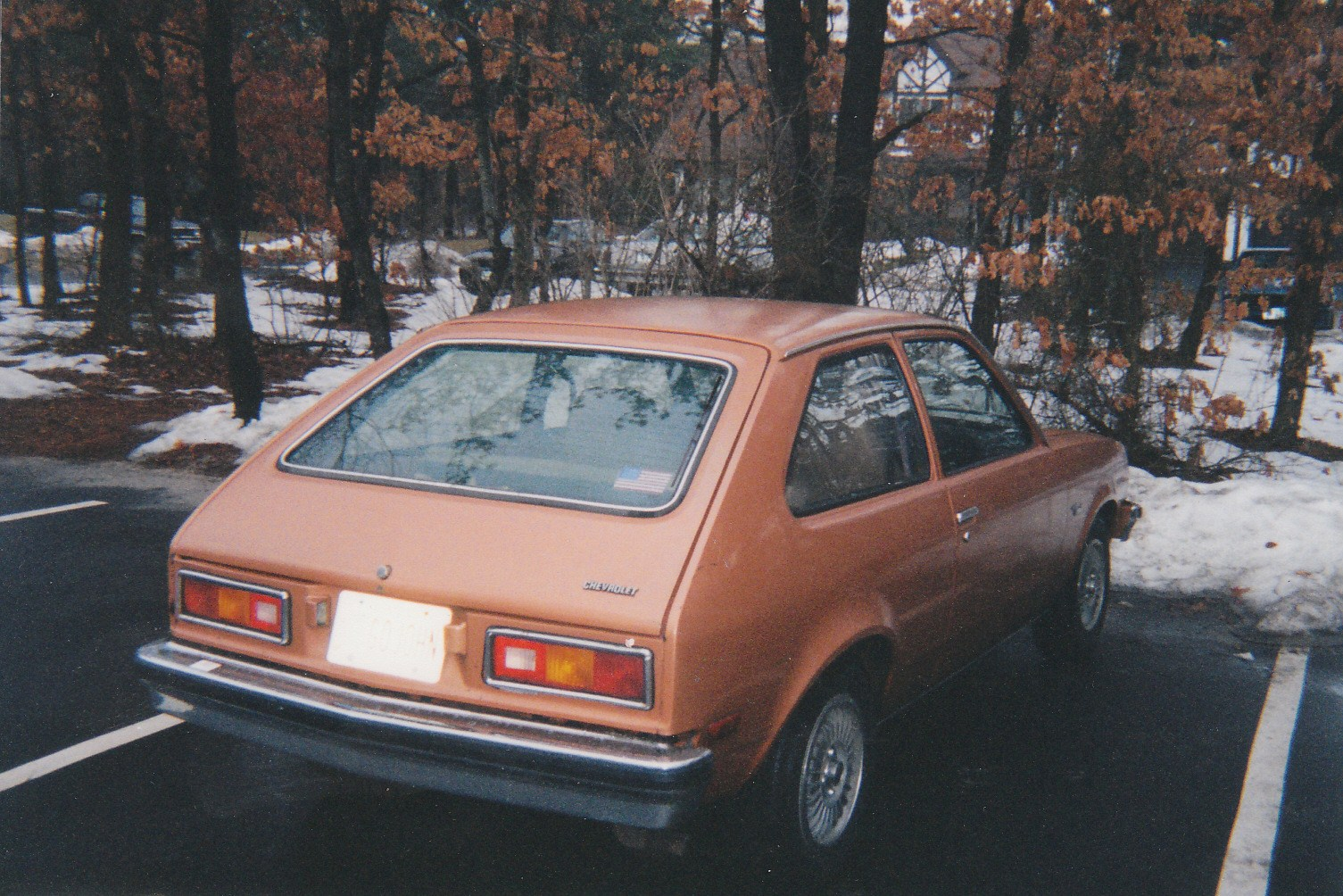
Versão americana do Chevette modelo 1977 duas portas hatchback.

O Chevette em si foi inicialmente lançado nos Estados Unidos com uma versão hatchback duas portas equipado com um motor 1.4L OHV ou 1.6L OHC a gasolina. Possuía motores produzidos a partir de 53 a 60 cavalos de potência - 40 a 45 kW (subseqüentemente 53 a 70 [cavalo-vapor] - 40 a 52 kW) com tração traseira. Também tinha uma transmissão manual de quatro velocidades padrão e também modelos com transmissão automática de três velocidades opcional. Outras características incluem direção de cremalheira, freios a disco dianteiros, barra estabilizadora dianteira, pneus de 13 polegadas, luzes traseiras tricolores, bancos dianteiros, sistema de diagnóstico a bordo e isolamento acústico extensivo. Além de ser o menor carro e o mais econômico comercializado pela Chevrolet até então, o Chevette foi o carro mais leve comercializado nos EUA. Os Chevettes modelos 1976 a 1978 eram muito reconhecidos pelos seus faróis redondos e luzes traseiras tricolores de bordas cromadas.
A GM posteriormente comercializou os Chevettes "Rally" e "Woody" e "Scooter", sendo este último o mais barato. O Rally 1.6 incluiu um motor de 1.6 litros em vez do motor de quatro cilindros de 1,4 litros até então tradicional no modelo, com potência nominal de 60 cv (45 kW) em vez de 52 cv (39 kW); juntamente com um estabilizador traseiro e gráficos corporais especiais. O Chevette Woody (1976) caracterizou-se pelo seu tapume de grão de madeira simulado e guarnições interior e exterior remodeladas. O "Scooter" foi oferecido como um modelo mais básico com um preço de varejo, sendo vendido inicialmente por US$ 2.899 na época; possuía dois bancos dianteiros, um assento traseiro opcional, e janelas traseiras fixas que não se abriam; os painéis das portas eram de fibra de vidro além de um assento de passageiro sem ajuste longitudinal. Foram fabricados 9.810 Scooters em contraste com os 178.007 Chevettes hatchbacks regulares.

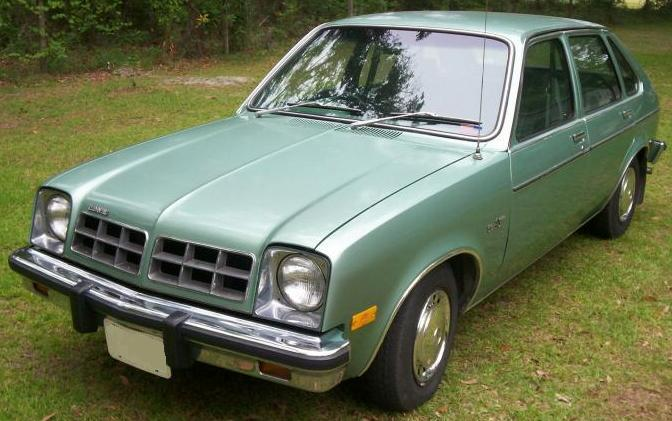
Chevette modelo 1978.

Em 1977, foram oferecidos motores mais potentes no Chevette. O Scooter hatchback passou a incluir um assento traseiro, oferecendo uma opção de supressão de banco traseiro.
Em 1979, o carburador Holley de dois cilindros tornou-se padrão em todos os modelos. A fáscia dianteira foi levantada com uma capa plana, não mais envolvida no pára-choque. Um novo sistema de injeção de ar foi introduzido para melhorar a função do conversor catalítico no ralenti. Um sistema de retenção de passageiros ativo foi introduzido em pequenos números como uma opção que apresentava um painel suspenso inferior, cintos de segurança automáticos e um console de painel central. As vendas do Chevette totalizaram até aquele momento mais de 451.000 unidades - uma cifra que classificaria como o segundo modelo mais vendido da Chevrolet, atrás apenas do Citation, que havia iniciado sua produção em abril de 1979. A fáscia traseira de 1980 foi revisada com uma escotilha quadrada, luzes traseiras envolventes com sinais combinados de uma só volta coloridos e uma porta de enchimento de gás redonda.
Em 1981, foi lançado a opção de motor diesel. Novas rodas de aço de estilo com tampas de centro foram oferecidos e o projeto de roda e hubcap anterior foi descontinuado. Os modelos domésticos receberam um novo sistema de feedback de controle de comando por computador em motores a gasolina. A opção HO foi descontinuada. O sincronismo eletrônico da faísca foi usado em 1981 no lugar do sincronismo manual. Um projeto novo da cabeça de cilindro do motor foi introduzido para melhorar o torque e a economia de combustível. A direção hidráulica também foi introduzida no Chevette. O sistema passivo de retenção ativo foi descontinuado.
Em 1982, os modelos passaram a fornecer transmissão manual de cinco marchas em carros a gasolina de duas portas, o que já possuía nas versões a diesel do Chevette. O Scooter foi remodelado como um hatchback de quatro portas. Um novo catalisador foi introduzido com uma entrada de ar para injeção de ar forçado a partir da bomba de ar. Naquele ano, a Chevrolet vendeu 433.000 Chevettes em 1981 e 233.000 em 1982 nos Estados Unidos.
Em 1984, a Chevrolet descontinuou a fabricação do Chevette Scooter nos Estados Unidos. Os modelos de 1985 sofreram poucas atualizações em comparação aos modelos 1984.
Em 1986, a Chevrolet deixou fabricar o modelo Chevette/S com motor a diesel após uma vendagem fraquíssima naquele ano. A Chevrolet diminuiu o preço do Chevette nos Estados Unidos por US$ 4.995 buscando recuperar seu sucesso de vendas, mas não adiantou. As vendas caíram para pouco mais de 46.000 unidades e a produção terminou com a última unidade saindo de fábrica naquele país em 23 de dezembro de 1986.

## América Latina e sucesso no Brasil

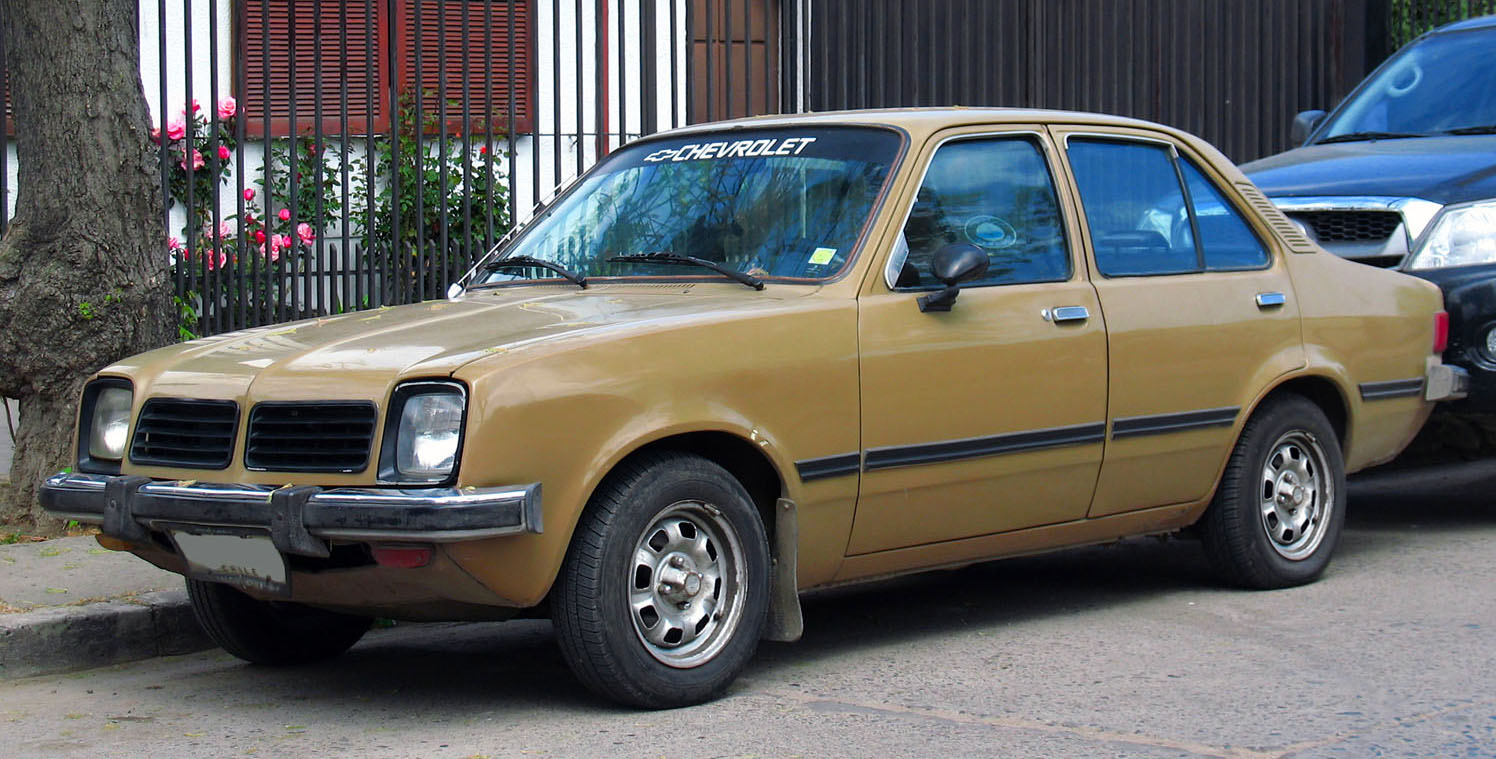
O sedan 4 portas do Chevette para exportação, na imagem vemos um exemplar do modelo de 1981.

No Brasil, o Chevrolet Chevette foi lançado pela General Motors em 1973 como um sedan de duas portas, sendo apresentado a imprensa no dia 24 de abril daquele ano. Um sedan de quatro portas foi posteriormente lançado em abril de 1978 e, em seguida, uma versão em hatchback de duas portas também foi apresentada em novembro de 1979. A versão em hatchback tinha uma carroceria única para a América Latina sendo uma espécie de "versão" do Opel Kadett C geração "C", vendido na Europa. 

Chevette Hatchback SR de 1981.

Conta-se que a GM não lançou o carro com esse nome no Brasil temendo algum tipo de problema ou associação com o governo militar então vigente no país. Anos depois, em 1989, o Chevette viria a coexistir com o Kadett "E" (lançado na Europa em 1984) no Brasil. Uma versão de station wagon de duas portas chamada de Marajó foi lançada no Brasil sendo derivada do Chevette em setembro de 1980 juntamente com uma versão esportiva do hatchback chamado Chevette 1.6 SR (com apenas quatro cavalos a mais de potência, alcançado por uma taxa de compressão um pouco maior). Em 1983, o Chevette sofreu sua primeira grande re-estilização: sua parte frontal foi completamente reformulada ganhando faróis retangulares, com os sinais de mudança localizados embaixo dos mesmos, um capô mais liso e uma grade de peça única. Os traços também foram refeitos, assim como janelas de ventilação nas portas da frente. A versão em 1.6, até então disponível somente a álcool, finalmente foi lançada a gasolina, além de uma caixa manual de cinco marchas sendo a quinta opcional.

Em 1976 chega a requintada versão SL, e os piscas traseiros do Chevette passam a ser vermelhos (atendendo à legislação eram amarelos de 1973 a 1975, e só na reestilização de 1983 os piscas traseiros voltariam a ser amarelos novamente). O Chevette passou por sua primeira reestilização dianteira em 1978, herdando o desenho frontal já existente no Chevette americano, e a traseira permanecia exatamente a mesma, ganhando apenas uma moldura "bi-partida" em suas pequenas lanternas. Em 1980 finalmente ganhou novas lanternas traseiras (ainda horizontais, mas bem maiores e que avançavam pelas laterais da carroceria) e novos pára-choques (um pouco mais largos). 

O Chevette Júnior lançado em 1992 possuía motor 1.0 e não tinha a moldura lateral.

Em 1981 a única mudança estética foi feita nos faróis que passavam a ser quadrados no lugar dos redondos. Em 1983 o Chevette passa pela maior reestilização de sua história, ganhando nova dianteira, nova traseira, quebra-ventos (exceto na versão quatro portas), entre outros detalhes. Em 1987 o Chevette passa pela sua última reestilização, ganhando uma nova grade de plástico preto, novos pára-choques também de plástico, saia dianteira com novos furos (essa foi a única mudança na lataria de 1987), lanternas traseiras levemente redesenhadas, retrovisores mais modernos, maçanetas pretas e novo quadro de instrumentos com mostradores quadrados e relógio digital (esse quadro de instrumentos era exclusivo da versão SE, depois SL/E, e depois DL). A versão em station wagon utilizou o próprio nome do Chevette fora do Brasil, a qual era chamada de Marajó.
A versão em hatchback do Chevette permaneceu em produção até 1987, enquanto que a Marajó continuou no mercado até 1989; o nome Marajó é originário de uma ilha localizada na Região Norte do Brasil bem na foz do Rio Amazonas. A versão sedan de quatro portas foi construída até 1987 e era mais exportada para outros países da América do Sul não sendo muito vendido no Brasil. A versão original do Chevette (sedan duas portas) permaneceu em produção até 1993, sendo sucedido pelo Corsa. O Chevette também ganhou uma versão em pickup: a Chevy 500, sendo lançada em 1983 e encerrada em 1995 quando foi, definitivamente, encerrada a família do Chevette no Brasil. Todavia, a versão em sedan quatro portas continuou a ser construída por mais alguns anos no Equador e na Colômbia.
O Chevette apareceu originalmente como um carro 1.4 (4 cilindros em linha). A potência do motor foi aumentada anos mais tarde por uma versão 1.6 com carburador único. Depois de 1988, foi lançada uma versão 1.6 de dupla carburação. Já a versão em 1.4 foi gradativamente substituída. Mais tarde, a General Motors do Brasil lançou o Chevette Júnior em 1992 com motor 1.0. Contudo, o Júnior não durou muito tempo por conta do fiasco de vendas. No ano seguinte, a Chevrolet lançou seu último Chevette modelo L com motor 1.6. No mercado brasileiro, tanto os motores 1.4 e o 1.6 estavam disponíveis em versões de gasolina e álcool.

O último modelo do Chevette, modelo L fabricado em 1993 com acabamento similar ao do Chevette Júnior, mas equipado com um motor 1.6/S.

Na Argentina, o Kadett C foi originalmente comercializado como o Opel K-180, mas entre 1980 e 1995 também recebeu o nome de Chevette, este porém vendido pela GMC, devido às questões relativas à marca Chevrolet, mas muito igual com o Chevette brasileiro. A produção na Colômbia, onde também foi construída uma versão especial para uso de táxis, continuou até 1998. O Chevette também alcançou certa popularidade no Chile, principalmente em 1991 quando foi líder de vendas no mercado automobilístico chileno. Quando os catalisadores passaram a ser obrigatórios nesse país, a GM não conseguiu desenvolver um motor que permitisse a instalação do equipamento e o Chevette foi retirado do mercado chileno a partir de 1992.
Com cerca de 1,6 milhão de unidades construídas e vendidas, o Chevette se tornou um dos modelos mais populares da General Motors no Brasil. O Chevette original teve sua produção encerrada em 1993 com sua última unidade saindo da fábrica de São José dos Campos em 12 de novembro de 1993, já como modelo L/1994. Devido a sua popularidade, ainda é comum encontrá-lo rodando pelas ruas do país. Em 1983 foi o carro mais vendido do Brasil, sendo a única vez que conseguiu esse feito e também foi eleito em duas ocasiões o Carro do Ano pela Revista Autoesporte em 1974 e 1981.

## Modelos, Motores e Transmissão

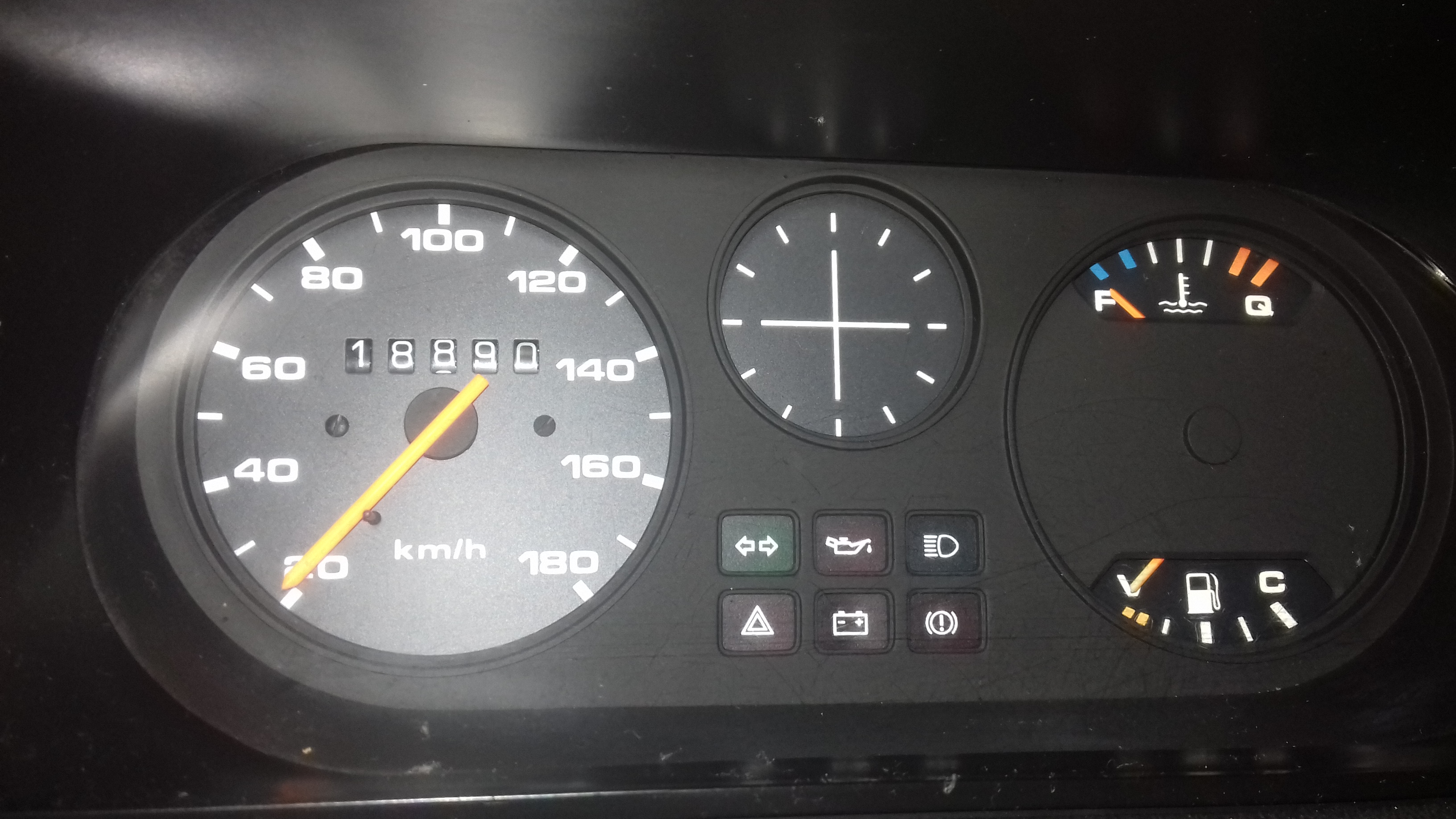
Painel original de um Chevette L 1.6/S.

### Modelos
- Luxo (1973-1977)
- Especial (1975-1980)
- GP (1976-1978)
- SL (1976-1990)
- GP II (1977)
- S/R (1981-1982)
- Standart (1983-1987)
- SE (1986-1987)
- SL/E (1988-1990)
- DL (1991-1993)
- Júnior (1992-1993)
- L (1993-1994)

Edições especiais
- País Tropical (1976)
- Jeans (1979)
- Chatteau (1979)
- Ouro Preto (1982)

### Motores
1.0L (1992-1993) - Júnior

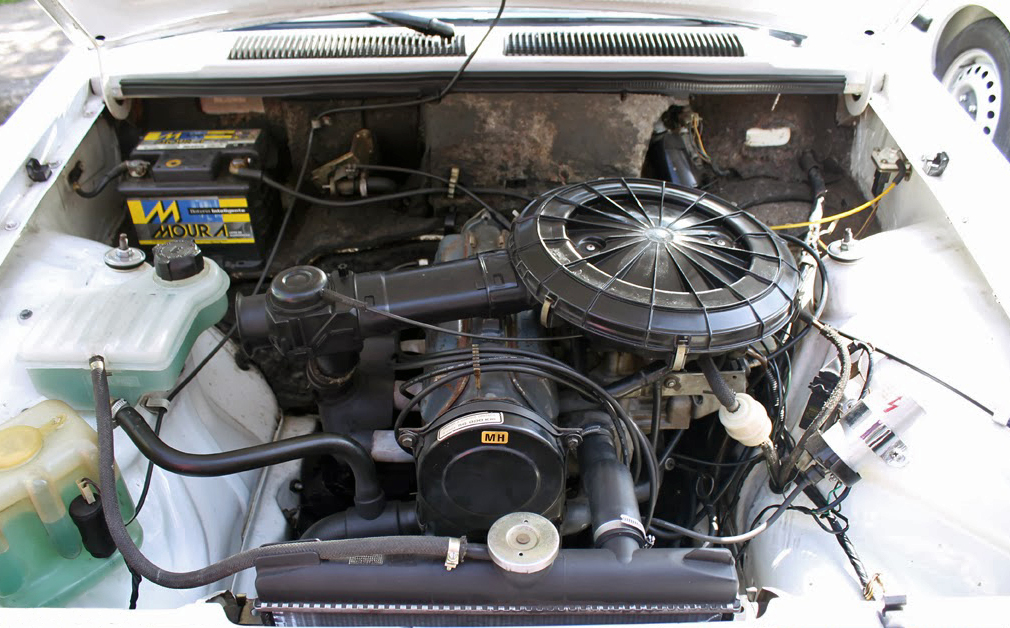
Motor 1.6 do Chevette.

- Potência líquida (real): 50 cv a 6000 rpm
- Torque: 7,2 kgfm a 3500 rpm
- Velocidade Máxima: 131,3 km/h
- Aceleração: 21,58 s
- Diâmetro X Curso: 76,00mm X 55,00mm

1.4L (1973-1976) – Especial, Standard, L, SL
- Potência bruta: 69 cv a 5800 rpm
- Torque: 9,8 kgfm a 3600 rpm
- Velocidade Máxima: 140,62 km/h
- Aceleração: 19,1 s
- Diâmetro X Curso: 82,00mm X 62,20mm

1.4L (1976-1980) – SL, GP, GP II
- Potência bruta72 cv a 5800 rpm
- Torque: 10,8 kgfm a 3800 rpm
- Velocidade Máxima: 150 km/h
- Aceleração: 17,4 s
- Diâmetro X Curso: 82,00mm X 62,20mm

1.4L (1976-1980) - Standard, L, SL
- Potência bruta: 69 cv a 5800 rpm
- Torque: 10,1 kgfm a 3600 rpm
- Velocidade Máxima: 142,29 km/h
- Aceleração: 19,52 s
- Diâmetro X Curso: 82,00mm X 62,20mm

1.4L Álcool (até 1982)
- Potência bruta: 69 cv a 5800 rpm
- Torque: 10,1 kgfm a 3600 rpm
- Velocidade Máxima: 142,29 km/h
- Aceleração: 19,52 s

1.6L (1981-1982) – S/R
- Potência bruta: 76 cv a 5800 rpm
- Torque: 11,6 kgfm a 3600 rpm
- Velocidade Máxima: 160 km/h
- Aceleração: 16,55 s
- Diâmetro X Curso: 82,00mm X 75,70mm

1.6L Álcool (1983-1987) – Standart, SL e SE
- Potência líquida (real): 72 cv a 5200 rpm
- Torque: 11,3 kgfm a 3200 rpm
- Velocidade Máxima: 160 km/h
- Aceleração: 15,1 s
- Diâmetro X Curso: 82,00mm X 75,70mm

1.6/S (1988-1994) – L, SL, SL/E, DL
- Potência líquida (real): 78 cv a 5200 rpm
- Torque: 12,6 kgfm a 3200 rpm
- Velocidade Máxima: 160 km/h
- Aceleração: 14,15 s
- Diâmetro X Curso: 82,00mm X 75,70mm

1.6/S Álcool (1988-1994) – L, SL, SL/E, DL
- Potência líquida (real): 81 cv a 5200 rpm
- Torque: 12,9 kgfm a 3200 rpm
- Velocidade Máxima: 160 km/h
- Aceleração: 13,8 s
- Diâmetro X Curso: 82,00mm X 75,70mm

### Transmissão
- Clark - Opel [Alemã de 4 marchas] (1973)
- Isuzu-4 [4 marchas] (1974-1984)
- Clark [5 marchas] (1983-1994)
- Automático Isuzu [3 marchas] (1985-1990)
- Eaton [5 marchas] (1991-1994)

## Unidades vendidas
O Chevette teve seu apogeu de vendas entre os anos de 1978 até 1980, quando vendeu mais de 270 mil unidades em apenas 3 anos. No ano de 1983, o modelo conseguiu alcançar o primeiro lugar de vendas naquele ano.
Atualmente é o sexto carro mais vendido de todos tempos no Brasil, sendo o segundo modelo da GM que mais vendeu no país até hoje, perdendo apenas para o Chevrolet Celta.
A tabela a seguir mostra a vendagem nacional do veículo ano a ano:
| Ano  | Vendas  |
| ---- | ------- |
| 1973 | 31.324  |
| 1974 | 74.923  |
| 1975 | 62.519  |
| 1976 | 70.733  |
| 1977 | 65.964  |
| 1978 | 86.384  |
| 1979 | 90.084  |
| 1980 | 94.816  |
| 1981 | 69.941  |
| 1982 | 75.163  |
| 1983 | 85.984  |
| 1984 | 57.876  |
| 1985 | 61.526  |
| 1986 | 67.182  |
| 1987 | 45.727  |
| 1988 | 56.301  |
| 1989 | 40.701  |
| 1990 | 26.786  |
| 1991 | 20.554  |
| 1992 | 29.629  |
| 1993 | 30.000~ |

- Total de vendas nacionais: aproximadamente 1.200.000 unidades
- Considerando também as vendas no exterior, somam-se aproximadamente mais 400.000 unidades vendidas, totalizando 1,6 milhão de unidades.

## Premiações
- Foi eleito pela Revista Autoesporte o Carro do ano na categoria populares em 1974.
- Foi eleito pela Revista Autoesporte o Carro do ano na categoria populares em 1981.

## Galeria

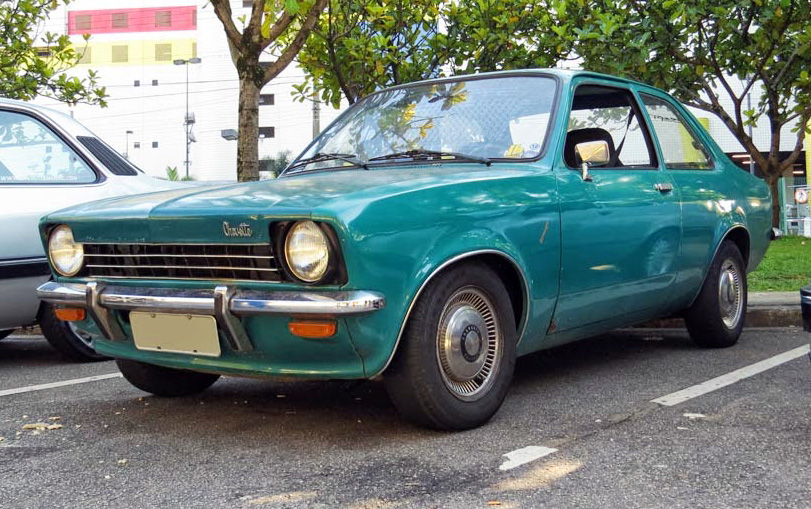
Chevrolet Chevette brasileiro
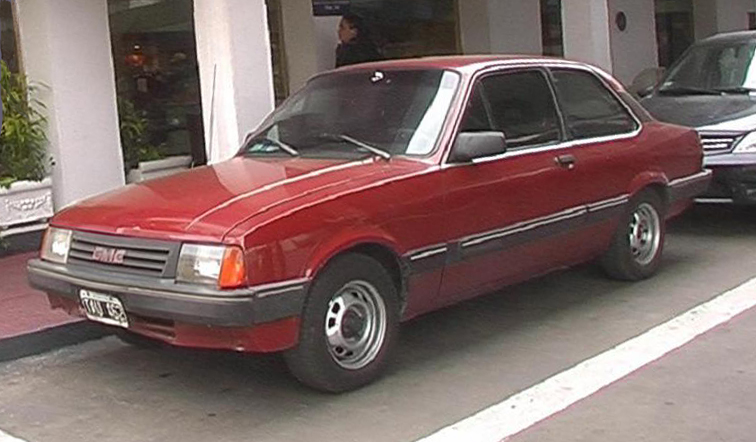
Chevette argentino
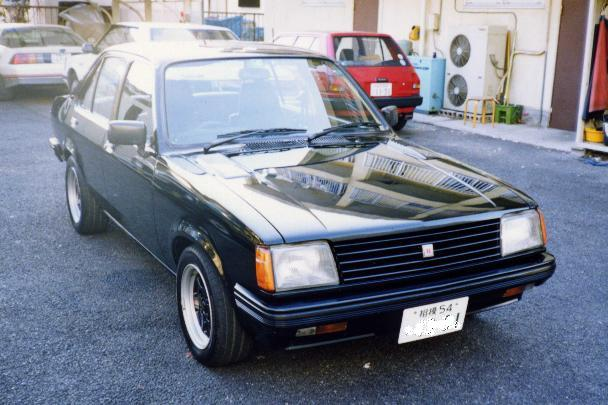
Isuzu Gemini
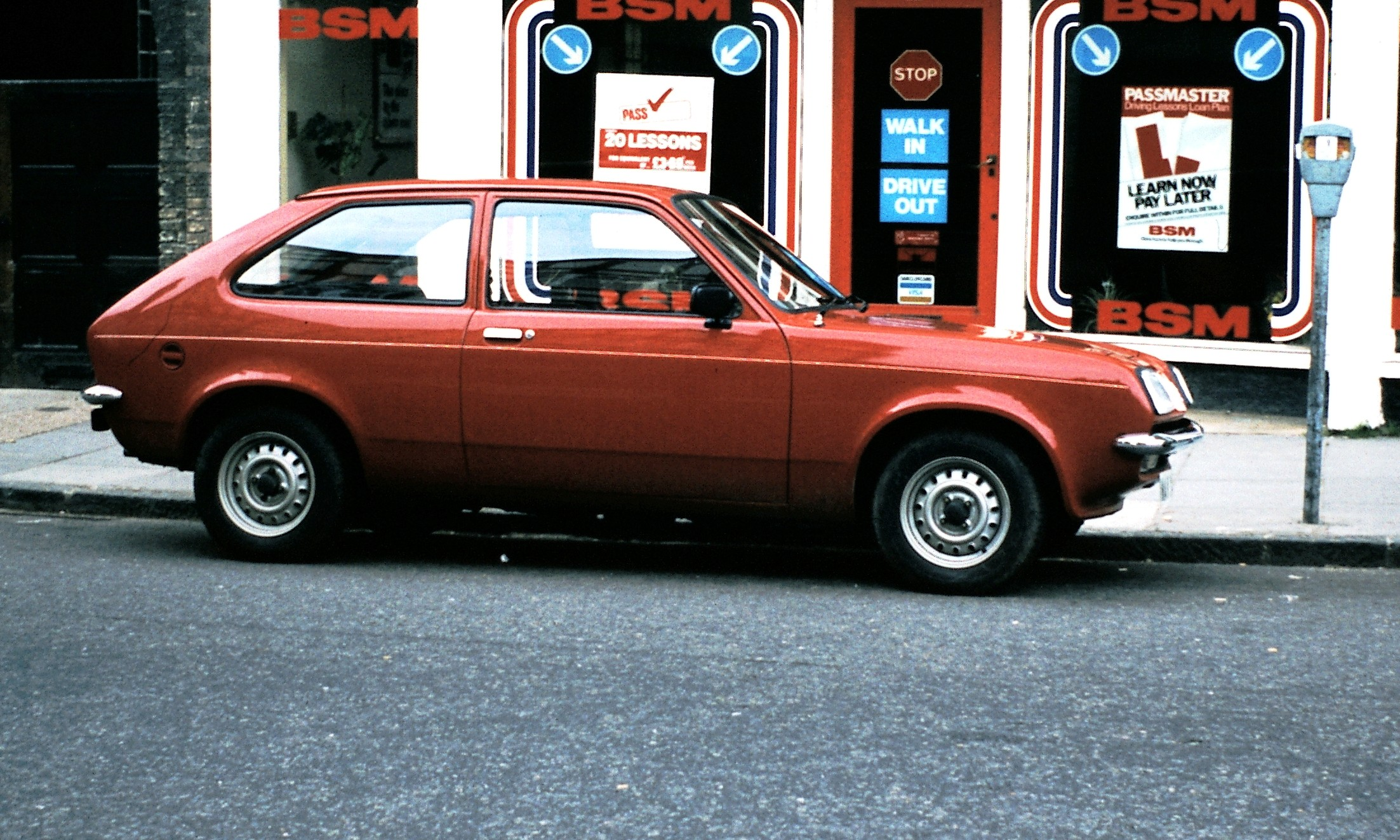
Vauxhall Chevette
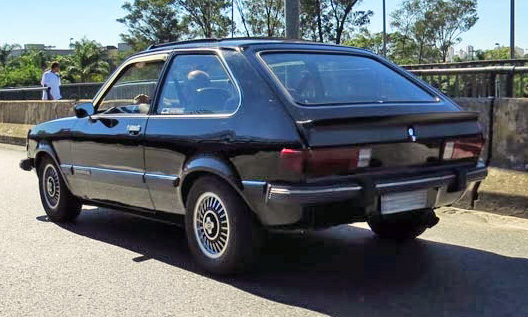
Chevette Hatch
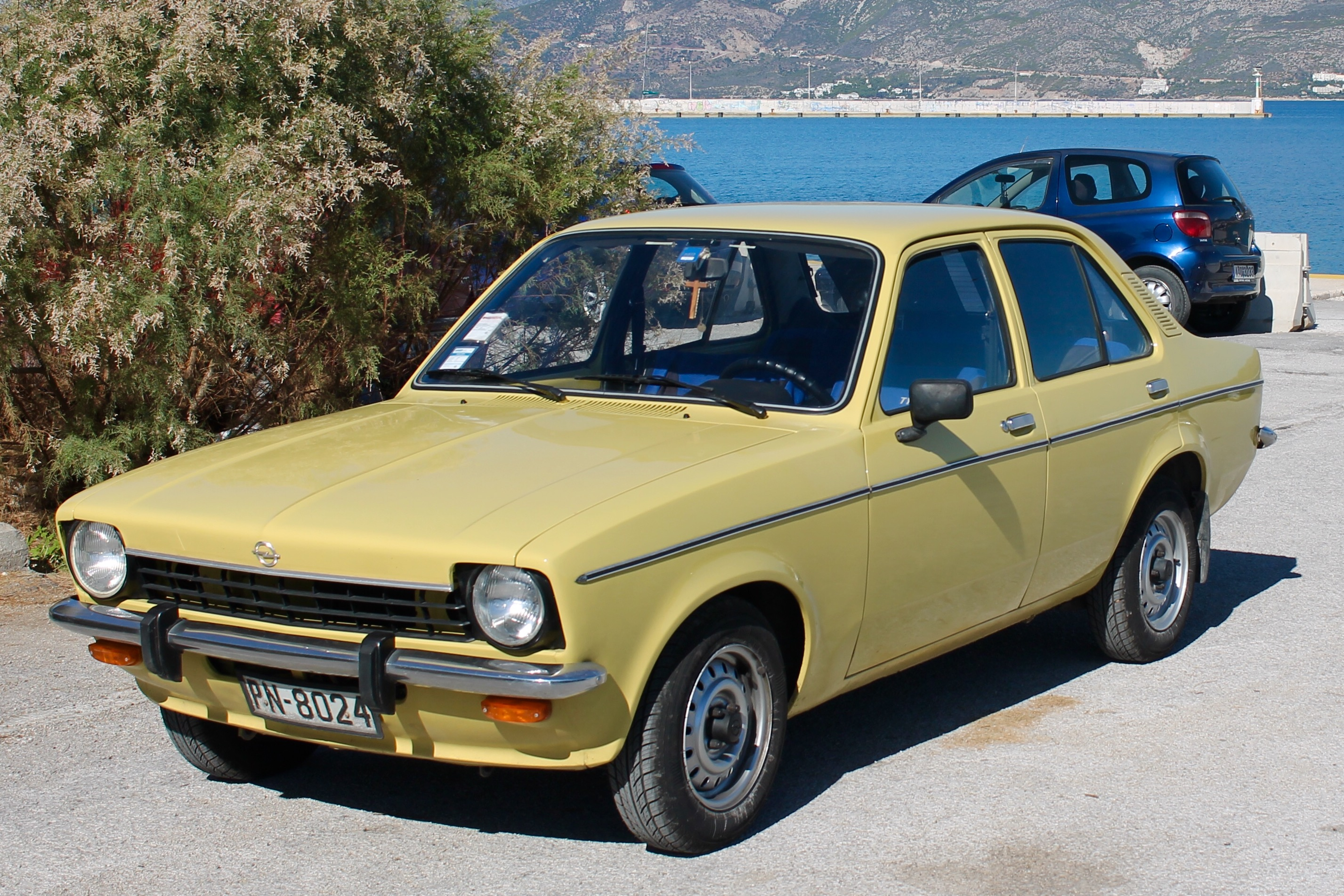
Opel Kadett